# Let Bek Air 2100
Let Bek Air 2100 byl vnitrostátní let na lince z Almaty do Nur-Sultanu. Letadlo Fokker 100 s osmadevadesáti lidmi na palubě se 27. prosince 2019 zřítilo krátce po startu z Almatského mezinárodního letiště. Na palubě bylo 98 lidí, z nichž 12 nepřežilo a 54 vyvázlo se zraněním. Příčiny nehody se vyšetřují. Regulační orgány pozastavily po nehodě do odvolání lety společnosti Bek Air i letadel Fokker 100.
Prezident Kazachstánu Kasym-Žomart Tokajev vyhlásil 28. prosinec dnem státního smutku.